# Église San Giuseppe in Ospedale
L'église San Giuseppe in Ospedale est une église paroissiale catholique romaine de style Renaissance, située au no 68 de la via Campagna à Plaisance, dans la région d'Émilie-Romagne, en Italie.

## Histoire
Une église sur ce site était présente depuis l'an 701 et était affiliée à l'ordre des Templiers, puis aux Chevaliers de Malte. Une auberge y était attachée, comme c'était courant pour ces ordres, qui servait probablement certains des pèlerins affluant vers Rome et d'autres sites religieux au sud d'ici. En 1471, il fut rattaché à l'hôpital adjacent. L'église était célèbre pour chaque Pâques, affichant la relique supposément miraculeuse de la Sacra Spina ou Sainte Épine, supposément dérivée de la couronne d'épines placée sur le Christ, et amenée à Plaisance en 1015. L'église, autrefois propriété de l'Ospedale Grande, appartient aujourd'hui à l'Azienda Usl di Piacenza.
À la fin du XVIIe siècle, l'église subit une importante reconstruction et rénovation avec des œuvres de Domenico Fontane, Provino Dalmazio Della Porta et Michele Cremona. Robert De Longe a peint une petite toile représentant Saint Joseph, Saint Jean-Baptiste et Jésus et, dans le chœur, le Transit de saint Joseph (Ascension sanctifiée de Joseph). Le plafond de la nef a été peint par Giuseppe Bernasconi.